# 10287 Smale
10287 Smale (1982 UK7) là một tiểu hành tinh vành đai chính được phát hiện ngày 21 tháng 10 năm 1982 bởi L. G. Karachkina ở Đài vật lý thiên văn Crimean.